# Запрудье (Маховский сельсовет)
Запрудье (бел. Запруддзе) — деревня в составе Маховского сельсовета Могилёвского района Могилёвской области Республики Беларусь.

## Географическое положение
Ближайшие населённые пункты: Малый Осовец, Малая Дубровка.

## Население
- 1999 год — 15 человек
- 2010 год — 9 человек